# Manhuaçu (kommun)
Manhuaçu är en kommun i Brasilien.   Den ligger i delstaten Minas Gerais, i den sydöstra delen av landet, 800 km sydost om huvudstaden Brasília. Antalet invånare är 79 635.
Följande samhällen finns i Manhuaçu:
- Manhuaçu

Omgivningarna runt Manhuaçu är en mosaik av jordbruksmark och naturlig växtlighet. Runt Manhuaçu är det ganska tätbefolkat, med 155 invånare per kvadratkilometer.